# 火山礫

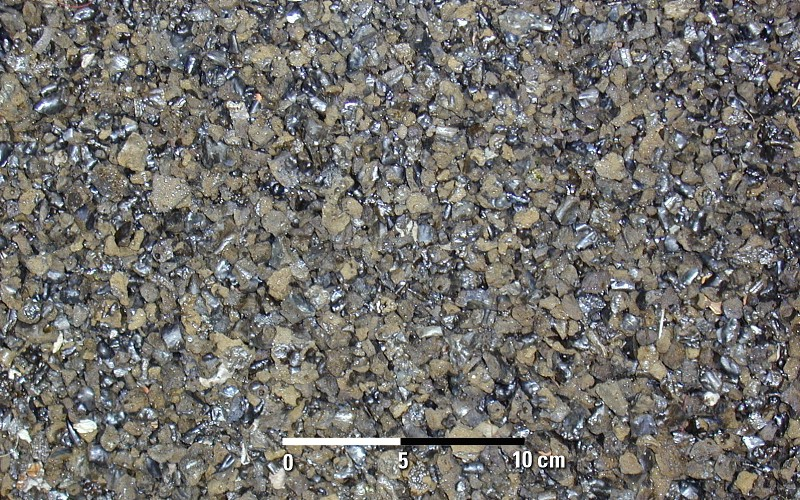
基拉韋厄火山的火山礫

火山礫（英語：lapilli）是火山噴發碎屑的一種。它通常指火山噴發或隕石撞擊中噴射入空中的物質 。火山礫的英語lapilli來源於拉丁語lapilli（單數：lapillus），意思是“小石頭”。
根據定義，火山礫的直徑範圍為2到64毫米。直徑大於64毫米的火山碎屑顆粒在熔融時稱為火山彈，在固體時稱為火山塊。直徑小於2毫米的火山碎屑顆粒稱為火山灰。

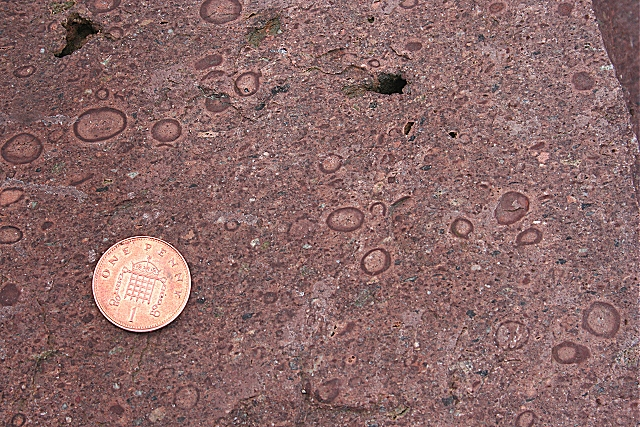
中元古代的火山礫遺跡

火山礫是從火山噴發中噴出的熔融或半熔融熔岩的球形、水滴狀、啞鈴狀或鈕扣狀液滴，落在地上時仍至少部分熔融。這些顆粒不是增生的，而是液體岩石在空氣中流動、降落時直接冷卻的結果。
火山礫凝灰岩是流紋岩、安山岩和輝綠岩在火山噴發的熔融狀態下的一種非常普遍的形式，在基浪（basal surge）噴發期間，厚厚的火山礫可以沉積在火山岩中。保留在古代地形中的大多數火山礫凝灰岩是由半熔化的火山礫的積聚和焊接形成的，即所謂的焊接凝灰岩（welded tuff）。